# Epicauta funebris
Epicauta funebris är en skalbaggsart som beskrevs av Horn 1873. Epicauta funebris ingår i släktet Epicauta och familjen oljebaggar. Inga underarter finns listade i Catalogue of Life.